# Светско првенство у одбојци за жене 1967.
Пето Светско првенство у одбојци за жене 1967. је одржано у Јапану од 25. јануара до 29. јануара 1960.

## Позадина
Од првог такмичења 1952. године, домаћин светског првенства у мушкој и женској конкуренцији била је иста земља. Након четири првенства ФИВБ-а је одлучила да различите земље буду домаћини у мушкој и женској конкуренцији. Тако је мушко светско првенство 1966. одиграно у Чехословачкој, а женско је требало да се одигра у Лими, Перу, од 12. до 29. октобра. Међутим, Перу је одустао од организације и турнир је одложен док се не пронађе нови домаћин. Јапан је изабран за новог домаћина (први пут је светско првенство одиграно у Азији) а турнир је одигран јануара 1967.
Због међународних политичких тензија изазваних Хладним ратом, Јапан је одлучио да се не истичу заставе Северне Кореје и Источне Немачке као и да се не интонирају њихове химне. Обе земље заједно са земљама Источног блока (СССР, Чехословачка, Пољска, Мађарска) и Кином су одлучиле да бојкотују првенство. Због тога је на првенству учествовало само четири екипе.

## Учесници
На светском првенству су учествовале 4 репрезентације.
| Африка | Азија и Океанија     | Северна Америка | Јужна Америка | Европа |
| ------ | -------------------- | --------------- | ------------- | ------ |
|        | Јапан · Јужна Кореја | САД             | Перу          |        |

## Град домаћин
| Токио                           |
| Нипон Будокан Капацитет: 14.000 |
|                                 |

## Формат такмичења
Све четири репрезентације су биле смештене у истој групи, пласман је одређен по Бергеровом систему

## Бергеров систем

### Група
| Бр | Репрезентација | Утакмице | Утакмице | Утакмице | Сетови | Сетови   | Сетови       | Поени      | Поени      | Поени         | Бодови |
| Бр | Репрезентација | играли   | добили   | изгубили | добили | изгубили | Сет Количник | пос. поени | изг. поени | Поен количник | Бодови |
| -- | -------------- | -------- | -------- | -------- | ------ | -------- | ------------ | ---------- | ---------- | ------------- | ------ |
| 1  | Јапан          | 3        | 3        | 0        | 9      | 0        | МАХ          | 135        | 37         | 3,649         | 6      |
| 2  | САД            | 3        | 2        | 1        | 6      | 5        | 1,200        | 128        | 126        | 1,016         | 5      |
| 3  | Јужна Кореја   | 3        | 1        | 2        | 4      | 6        | 0,667        | 96         | 128        | 0,750         | 4      |
| 4  | Перу           | 3        | 0        | 3        | 1      | 9        | 0,111        | 78         | 146        | 0,534         | 3      |

| 2° место САД | Победник Светског првенства у одбојци за жене 1967. Јапан 2° титула | 3° место Јужна Кореја |